# 興復漢室
興復漢室是諸葛亮提出的復興漢朝的政治主張。諸葛亮在劉備拜訪自己時提出的隆中對中指出「霸業可成、漢室可興」，在諸葛亮北伐期間的出師表中指出「興復漢室、還於舊都」，《答李嚴書》中指出「滅魏斬睿，帝還故居」，後出師表中指出「先帝慮漢賊不兩立，王業不偏安，故託臣以討賊也」、「顧王業不得偏安於蜀都，故冒危難以奉先帝之遺意也」。此外蜀漢其他一些人士也持相似的政治主張。在劉備執意發動夷陵之戰時，趙雲提出反對意見並指出「国贼是曹操，非孙权也......操身虽毙，子丕篡盗，当因衆心，早图关中，居河、渭上流以讨凶逆，关东义士必裹粮策马以迎王师」。劉禪在《為後主伐魏詔》中指出「董督元戎，龔行天罰，除患寧亂，克復舊都」。在曹操陣營，也有謀臣希望曹操匡扶漢室而不是自立為王。譬如荀彧反對漢獻帝封曹操為魏公，並指出「本兴义兵以匡朝宁国，秉忠贞之诚，守退让之实；君子爱人以德，不宜如此」。在諸葛亮去世後，蔣琬、姜維等人繼續秉持興復漢室理念，在蜀漢滅亡前夕，姜維北伐都沒有停歇。
中華人民共和國的王瑞功認為，諸葛亮提出的興復漢室的內涵不是輔佐漢獻帝或其後代，而是仿照劉秀建立一個新漢朝。諸葛亮輔佐劉備就是興復漢室的實踐。姜開民認為，興復漢室毫無新意，反而造成分裂，起到了歷史消極作用。並且漢朝自東漢中期以來宦官和外戚專權，朝政腐敗，興復漢室違背人民意願，在當時的歷史條件下不可能實現。